# Juan X de Schleswig-Holstein-Gottorp
Johann de Schleswig-Holstein-Gottorf, llamado Obispo Hans (nacido el 18 de marzo de 1606 en el Castillo de Gottorf, † 21 de febrero de 1655 en Eutin).
Johann era un hijo menor del duque Juan Adolfo de Holstein-Gottorp y el sobrino del anterior príncipe-obispo Juan Friedrich, a quien sucedió en 1634.
Como primer príncipe-obispo de Lübeck, Johann tomó residencia permanente en el castillo de Eutin que había expandido y expandido. Trató de atraer académicos y científicos a su corte y promover el desarrollo económico del príncipe-obispado; Sin embargo, sus esfuerzos se hicieron más difíciles por el estallido de la peste en 1638 y 1639, mientras que al mismo tiempo la Guerra de los Treinta Años impuso más cargas al país. También lo fueron en su capital Eutin ambos 1638/39 y 1643 danesas tropas en cuartos, y en diciembre de 1643 un sueco de caballería -regimiento que tuvo que ser suministrada desde la tierra.
Cuando en las negociaciones por la paz de Westfalia en Osnabrück, la existencia del Príncipe-Obispado de Lübeck estaba en grave peligro debido a la posibilidad de que se agregara como compensación territorial a otros estados, Johann tuvo éxito mediante la selección hábil de excelentes negociadores: primero el Lübeck David Gloxin, luego el Consejero Christian Cassius - para evitar este peligro y asegurar la existencia de su país.

## Familia
El 7 de mayo de 1640, Johann se casó con la princesa Julia Felicitas de Württemberg-Weiltingen (1619-1661), hija del duque Julius Friedrich. El matrimonio, que produjo cuatro hijos, fue extremadamente infeliz. Así que, por Johann 1648 buscó un divorcio. La pareja tuvo los siguientes hijos:
- Julius Adolf Friedrich (nacido el 2 de octubre de 1643, † 3 de enero de 1644)
- Johann Julius Friedrich (nacido el 17 de febrero de 1646, † 22 de mayo de 1647)
- Christine Auguste Sabine (nacida el 4 de junio de 1642, † 20 de mayo de 1650)

- Datos: Q85256
- Multimedia: John of Schleswig-Holstein-Gottorp / Q85256